# Pseudorhiza haeckeli
Pseudorhiza haeckeli är en manetart som beskrevs av Johann Wilhelm Haacke 1884. Pseudorhiza haeckeli ingår i släktet Pseudorhiza och familjen Lychnorhizidae. Inga underarter finns listade i Catalogue of Life.